# Full Throttle (игра, 1995)
Full Throttle (буквально с англ. — «на полную катушку» или «полный газ») — приключенческая компьютерная игра, разработанная и изданная компанией LucasArts в 1995 году.
18 апреля 2017 года вышло переиздание игры Full Throttle Remastered для macOS, iOS, Windows и PlayStation 4. Позднее вышли версии для Linux и PlayStation Vita.

## Геймплей
Помимо основной игровой части, которая является классической для игр этого жанра и заключается в перемещении игрового персонажа по локациям, сбору полезных предметов и диалогах с персонажами, Full Throttle также содержит аркадные элементы. Так, например, в игре присутствуют дорожные драки с байкерами других банд. Для битвы могут быть задействованы кулак или нога, позднее появляется оружие в виде монтировки, цепи, доски, порошка химических удобрений, моргенштерна и бензопилы. Каждое оружие эффективно только против определённой группировки байкеров (из Грифов, Ротвейлеров и Крыс).

## Интерфейс
В Full Throttle использован интерфейс, отличный от более ранних версий SCUMM: при удержании левой кнопки мыши всплывает меню в виде пылающего человеческого черепа, отвечающего за действия «просмотр» и «разговор», руки («взять» или «использовать») и сапога («ударить» или «пнуть»). По нажатии правой кнопки открывается инвентарь в виде черепа с раскрытым ртом, в котором представлены имеющиеся у персонажа предметы. Подобный интерфейс был позже воспроизведён в игре The Curse of Monkey Island.

## Сюжет
Недалёкое будущее. Главный герой игры — байкер по имени Бен (Ben), являющийся лидером сравнительно некриминализированной банды байкеров «Хорьки» (Polecats). В придорожном баре Бену и его банде встречается Ма́лькольм Ко́рли (Malcolm Corley) — основатель и президент компании «Корли Моторз» (англ. Corley Motors), последнего производителя мотоциклов в стране.
Он ехал по близлежащей дороге в сопровождении с вице-президентом компании А́дрианом Ри́пбургером (Adrian Ripburger) на собрание акционеров. Последний имеет некоторые планы по дальнейшей судьбе «Корли Моторз», а именно перевести всё производство на минивэны. Сам Корли более, чем догадывается о намерениях своего делового партнёра в погоне за прибылью. Поэтому категорически не допускает возможности унаследования им компании после своей смерти.
Корли, сказав водителю остановиться около того придорожного бара, отправляется пообщаться непосредственно с любителями его продукции. Симпатизируя идеи и духу байкерства, он предлагает Бену и его банде работу — сопроводить его к месту встречи. Бен отвечает отказом, заявив, что Хорьки не работают по найму.
Рипбургер, вынашивающий свои планы по дальнейшему развитию компании, организовывает некоторую авантюру. Он заходит в бар, где Корли общается с Беном, и вызывает последнего поговорить с глазу на глаз. Когда они выходят на воздух, помощник Рипбургера внезапно оглушает Бена и запирает его в мусорном баке. Рипбургер, вернувшись в бар, убеждает остальных членов банды, что Бен всё-таки дал согласие и уехал вперёд. Хорькам же не остаётся ничего другого, кроме как эскортировать Малькольма Корли.
Придя в себя, Бен расспрашивает бармена и узнаёт детали случившегося. Он решает догнать эскорт, однако люди Рипбургера предусмотрительно вывели из строя его байк. Из-за этого Бен попадает в серьёзную аварию и на время выходит из игры. Его случайно находит местный репортёр Миранда (Miranda). Она доставляет Бена и его мотоцикл на своей машине в мастерскую, расположенную в близлежащем крошечном поселении. Механик мастерской — девушка по имени Мори́н (Maureen, или кратко — Mo) — готова починить мотоцикл Бена, если тот найдёт в округе необходимые запчасти и инструменты.
Получив твердотопливный авиационный ускоритель в качестве подарка к байку, Бен догоняет Хорьков. В этот самый момент находящийся неподалёку Рипбургер убивает Малькольма Корли ударом трости сзади по голове, когда тот вышел из туалета. Как оказалось, Миранда добралась до этого же места ещё раньше Бена и тайком следила за событиями из кустов. Желая раздобыть горячие журналистские материалы, она невольно становится свидетелем убийства Корли и снимает всё это на плёнку. Однако люди Рипбургера обнаруживают Миранду и отбирают у неё фотоаппарат. К этому моменту поспевает Бен и застаёт лишь едва дышащего Корли. Старик умирает у него на руках и перед смертью просит Бена найти его дочь, которой оказывается Мо — отец хочет, чтобы его компанию «Корли Моторз» унаследовала только она.
Обстоятельства сложились так, что Бен становится единственным подозреваемым в убийстве магната. Банда Хорьков задержана полицией до выяснения деталей, а сам он объявлен в розыск.
Убийца, посланный Рипбургером устранить Мо, терпит поражение — Морин его «вырубает». Заинтригованная фотоаппаратом, который был при этом киллере, она вынимает из него плёнку. Бен, вернувшись к Мо, обнаруживает следы борьбы и пустой фотоаппарат. Чтобы вернуть себе честное имя, спасти банду и предотвратить планы Рипбургера по переводу производства продукции «Корли Моторз» на минивэны, Бен должен попасть на собрание акционеров.
На его пути встаёт разрушенный мост. Чтобы перебраться на другую сторону каньона, Бену понадобится твердотопливный авиационный ускоритель (прежний Мо демонтировала из байка Бена, считая его убийцей своего отца), подъёмник от автомобиля и трамплин. «Одолжив» все необходимые детали у байкерских банд Грифов (членом которой является Мо, которая и располагает ускорителями), Крыс, а также у подручных Рипбургера, Бен перепрыгивает через разрушенный мост.
Едва успев к собранию акционеров, Бен предоставляет неопровержимые доказательства виновности Рипбургера. Рипбургер бежит и после эффектной погони погибает — падает с обрыва с номерным знаком от своего тягача в руках. Морин становится главой «Корли Моторз», Бен же, поняв, что их пути с Морин разошлись, покидает её.

## Разработка
Игра изначально была домашней разработкой Тима Шейфера (сотрудника LucasArts, участвовавшего в проектировании квестов серии Monkey Island, а также создателя игры Day of the Tentacle), из-за чего игра вышла линейной и недостаточно продолжительной.
В титрах и руководстве игрока фамилия главного героя значилась как «Whathisname» (с англ. — «Как-его-там»). Однако позднее Шейфер признался, что фамилия Бена — Троттл (Throttle), она не была озвучена из-за опасений судебного иска со стороны создателей мультсериала «Мыши-байкеры с Марса», одного из героев которого также звали Троттл.
В отличие от предыдущих квестов LucasArts выпуск игры состоялся только на компакт-дисках и не сопровождался выпуском на дискетах. На диске с игрой распространялась демоверсия игры Star Wars: Dark Forces.
Full Throttle стала также первой компьютерной игрой, в озвучивании которой принимали участие в основном нанятые на стороне (при содействии Screen Actor Guild) профессиональные актёры. До этого практиковалось привлечение штатных актёров озвучивания (по той же схеме, по которой во времена Золотой эпохи мультипликации крупные анимационные студии задействовали на озвучивании мультфильмов штатных актёров). Среди известных актёров можно отметить Роя Конрада (Бен), Марка Хэмилла (Адриан Рипбургер), Кэт Суси (Морин), Мориса Ламарша (Нестор), Тресс Макнилл (Сьюзи), Стивена Блума (Сид). Впервые за историю LucasArts в игре была использована и музыка сторонней рок-группы — в саундтрек игры, который также был доступен для покупки на компакт-дисках и компакт-кассетах, вошёл ряд композиций группы The Gone Jackals с альбома Bone to Pick (1995). Фоновую музыку для игры написал Питер Макконнелл, а его друг, гитарист Джон Спигел, исполнил шуточную кантри-песню «Chitlins, Whiskey, and Skirt».
Все транспортные средства (парящие автомобили, тягачи и «байки») и некоторые элементы фона являются трёхмерными моделями, визуализированными заранее. Эти модели представлены во встроенном в игру скринсейвере, который запускается, если оставить игру на некоторое время и бездействовать.

## Критика
| Русскоязычные издания | Русскоязычные издания |
| Издание               | Оценка                |
| --------------------- | --------------------- |
| «Игромания»           | 17/17 звёзд           |

Согласно данным сайта Metacritic, игра получила в основном положительные отзывы. По мнению сайта Adventure Classic Gaming, с течением временем игра стала классикой жанра, завоевав множество поклонников.
В 2009 году новостной и информационный сайт IGN отдал Адриану Рипбургеру 96 место в списке «Top 100 Videogames Villains» (с англ. — «Первая сотня злодеев в компьютерных играх»).

## Продолжения
Весной 2000 года LucasArts начала производство Full Throttle: Payback, официального продолжения сюжета Full Throttle. Поскольку Тим Шейфер к этому времени покинул компанию, проект вели Ларри Эхерн, участвовавший в разработке оригинала, и Билл Тиллер как ведущий художник. На начальных этапах проект получил положительную оценку среди работников LucasArts, но в итоге развалился, по словам Тиллера, из-за расхождений во взглядах на стиль игры между командой разработчиков и «особенно влиятельной персоной» в администрации, что привело к серии «недоразумений». Производство было остановлено в ноябре 2000 года, когда было готово 25 % уровней и 40 % арт-контента. При этом компания LucasArts никогда не делала официальных заявлений о прекращении проекта.
Сюжет продолжения основан на действиях Бена по разрушению планов «большой корпорации» и местного губернатора по замене всех шоссейных дорог для транспорта на воздушной подушке, отнимая у байкеров и дальнобойщиков их территорию. В первой половине игры Бен должен предотвратить покушение на Папашу Торка (Father Torque), возглавляющего движение против транспорта на воздушной подушке, после чего объединиться с «настойчивой и неназываемой журналисткой» для свержения отвратительного губернатора. Payback, по мнению Тиллера, «должен был сохранить дух первой игры и расширить её атмосферу».
В середине 2002 года LucasArts анонсировала Full Throttle II: Hell on Wheels для Windows, PlayStation 2 и Xbox. Игра должна была стать смесью квеста и боевика (action/adventure), с бо́льшим акцентом на аркадных элементах и драках, чем на квестах. Лидером проекта был Шон Кларк, и разработка плавно продолжалась до конца 2003 года, когда она была внезапно прервана. Всего за несколько месяцев до того, на выставке E3 2003 демонстрировалась играбельная демоверсия и тизер. Президент LucasArts Саймон Джеффри в официальном пресс-релизе заявил:
Мы не хотим разочаровать многочисленных поклонников Full Throttle и надеемся, что все понимают насколько для нас важно выпускать игры лишь самого лучшего качества, на которое мы способны.Оригинальный текст (англ.)We do not want to disappoint the many fans of Full Throttle, and hope everyone can understand how committed we are to delivering the best-quality gaming experience that we possibly can.
Как на возможные причины прекращения проекта, критики указывают на низкий уровень графики по сравнению с другими играми в подобном жанре и на отсутствие в проекте Тима Шейфера.
Действие Hell on Wheels должно было происходить в Эль Нада (El Nada), где Бен ездил всегда и где все дороги таинственным образом оказались разрушены. Бен считает, что за этим стоит одна из новых банд — «Охотничьи псы» (англ. Hound Dogs), но вскоре действительность принимает более зловещий и кровавый оборот. Вместе с Отцом Торком и Морин он пресекает планы неких негодяев и защищает «свободу открытой дороги».

## Full Throttle Remastered
| Сводный рейтинг | Сводный рейтинг | Сводный рейтинг |
| Издание         | Оценка          | Оценка          |
| Издание         | PC              | PS4             |
| --------------- | --------------- | --------------- |
| GameRankings    | 80,00 %         | 80,50 %         |

Ремастер игры под названием Full Throttle Remastered вышел в апреле 2017 года для платформ Microsoft Windows, OS X, Linux, PlayStation 4 и PlayStation Vita. Над его воплощением трудились разработчики Double Fine Productions, в том числе создатель оригинальной игры Тим Шейфер и художник Питер Чен.
Full Throttle Remastered представляет собой обновленную версию Full Throttle с усовершенствованными локациями, 3D-моделями техники, звуковым оформлением, новыми возможностями управления и улучшенной анимацией персонажей. Авторам игры потребовалось вручную раскрасить 15 тысяч кадров и дорисовать изображения для перевода графики в полноэкранный режим (с 4:3 до 16:9). Сюжет игры при этом не изменился. Как и в предыдущих ремастерах студии, в обновленной игре появились комментарии оригинальных разработчиков.
Как и оригинальная игра, ремастер в целом получил положительные оценки в игровой прессе. Многие рецензенты проекта отмечают фирменный юмор разработчиков, отличную переработку графики, а также бонус для ностальгирующих игроков — при нажатии F1 игра переключается на оригинальные картинку и звук 1995 года.

## Возможная экранизация
В 2021 году Данкан Джонс написал сценарий по мотивам игры, после чего в 2022 году обратился к поклонникам  Full Throttle с просьбой убедить Disney профинансировать создание фильма специально для сервиса Disney+.